# Doaa Elghobashy
Doaa Elghobashy (tiếng Ả Rập: دعاء الغباشي, sinh nhật ngày 8 tháng 11 năm 1996) là một vận động viên bóng chuyền bãi biển Ai Cập.

## Nghề nghiệp
Elghobashy đã tham dự Thế vận hội Mùa hè 2016 tại Rio de Janeiro cùng với Nada Meawad trong cuộc thi bóng chuyền bãi biển. Cô và Meawad đủ điều kiện tham gia Thế vận hội sau khi giành Cúp lục địa CAVB được tổ chức tại Nigeria.
Đội đã quay đầu trong trận đấu đầu tiên của họ với Đức khi đội mặc áo dài tay và quần dài và Elghobashy mặc áo trùm đầu - lần đầu tiên ở Olympic trong môn bóng chuyền bãi biển. Đội cũng là đội Olympic đầu tiên của Ai Cập thi đấu trong một giải bóng chuyền bãi biển. Mặc dù Elghobashy và Meawad không tiến lên trong giải đấu, Elghobashy đã trở thành nguồn cảm hứng cho phụ nữ Hồi giáo, đặc biệt là những người chơi thể thao và đội khăn trùm đầu, khi cô gia nhập hàng ngũ vài phụ nữ Hồi giáo thi đấu với chiếc khăn trùm đầu.
Elghobashy đã đeo khăn trùm đầu trong 10 năm và nó luôn là một phần trong sự nghiệp bóng chuyền bãi biển của cô. Cô được phép mặc nó trong Thế vận hội sau khi liên đoàn bóng chuyền quốc tế nới lỏng các quy định về đồng phục để nhạy cảm hơn về văn hóa trước Thế vận hội Mùa hè 2012 tại London.